# Jean Alesi
Jean Robert Alesi (n. 11 iunie 1964, Avignon, Grand Avignon⁠(d), Franța) este un fost pilot de curse francez de origine italiană. După succese în categorii inferioare, în special câștigarea Campionatului de Formula 3000 din 1989, cariera sa în Formula 1 a inclus echipe precum Tyrrell, Benetton, Sauber, Prost, Jordan și Ferrari, unde s-a dovedit foarte popular în rândul Tifosilor. În timpul parcursului său la Ferrari din 1991 până în 1995, stilul său de conducere agresiv, combinat cu utilizarea numărului 27 de pe mașina sa, i-a determinat pe unii jurnaliști să-l compare cu Gilles Villeneuve. A câștigat Marele Premiu al Canadei din 1995, dar aceasta s-a dovedit a fi singura victorie din cariera sa de Formula 1. În timpul său în Formula 1, Alesi s-a dovedit a fi deosebit de bun pe vreme umedă și a fost un pilot pasionat, ale cărui emoții însă, uneori, l-au împiedicat în a se autodepăși.
După ce a părăsit Formula 1, Alesi a concurat în campionatul DTM din 2002 până în 2006, câștigând câteva curse, cel mai bun rezultat al său fiind locul cinci în campionatul piloților. A concurat în Seria Speedcar în 2008 și 2009 și a concurat la Le Mans în 2010. A concurat în Indianapolis 500 în 2012 și a devenit cel mai bătrân pilot profesionist care a efectuat testul pentru începători pentru admiterea în competiție. Timp de câțiva ani, a fost și comentator pentru emisiunea TV italiană Pole Position. În 2006, Alesi a primit titlul de Chevalier de la Légion d’honneur.

## Cariera în Formula 1
| Sezon | Echipă                      | Puncte         | Loc clasament general |
| ----- | --------------------------- | -------------- | --------------------- |
| 1989  | Tyrrell Racing Organisation | 8              | 9                     |
| 1990  | Tyrrell Racing Organisation | 13             | 9                     |
| 1991  | Scuderia Ferrari            | 21             | 7                     |
| 1992  | Scuderia Ferrari            | 18             | 7                     |
| 1993  | Scuderia Ferrari            | 16             | 6                     |
| 1994  | Scuderia Ferrari            | 24             | 5                     |
| 1995  | Scuderia Ferrari            | 42             | 5                     |
| 1996  | Mild Seven Benetton Renault | 47             | 4                     |
| 1997  | Mild Seven Benetton Renault | 36             | 4                     |
| 1998  | Red Bull Sauber Petronas    | 9              | 11                    |
| 1999  | Red Bull Sauber Petronas    | 2              | 15                    |
| 2000  | Gauloises Prost Peugeot     | 0              | -                     |
| 2001  | Prost Acer B&H Jordan Honda | 5              | 15                    |
| 2002  | West McLaren Mercedes       | Pilot de teste | -                     |

## Cariera în IndyCar
| Sezon | Echipă                 | Puncte | Loc clasament general |
| ----- | ---------------------- | ------ | --------------------- |
| 2012  | Lotus–Fan Force United | 13     | 34                    |

1. ↑   http://www.france-japon.net/2005/03/27/le-japon-et-la-france-une-histoire-damour/ Lipsește sau este vid: |title= (ajutor)
2. ↑  Nestore Morosini; Giancarlo Faletti; Carlo Gradini (septembrie 1994). „Alesi, un pomeriggio da Villeneuve”. Corriere.it.
3. ↑  Jean Alesi: The Wrong Time and the Wrong Place[nefuncțională]
 Retrieved 21 June 2015.
4. ↑  GPUpdate.net - Jean Alesi, Chevalier de la Légion d'Honneur Retrieved 5 September 2010. Arhivat în 16 iulie 2011, la Wayback Machine.